# Les Oubeaux
Les Oubeaux är en kommun i departementet Calvados i regionen Normandie i norra Frankrike. Kommunen ligger i kantonen Isigny-sur-Mer som ligger i arrondissementet Bayeux. År 2018 hade Les Oubeaux 209 invånare.

## Befolkningsutveckling
Antalet invånare i kommunen Les Oubeaux
Referens:INSEE